# Euphrasia philippii
Euphrasia philippii är en snyltrotsväxtart som beskrevs av Richard von Wettstein. Euphrasia philippii ingår i släktet ögontröster, och familjen snyltrotsväxter. Inga underarter finns listade i Catalogue of Life.